# Bér
Bér (Setaria) je rod trav, tedy z čeledi lipnicovitých (Poaceae). Jedná se o jednoleté nebo vytrvalé byliny. Jsou trsnaté nebo výběžkaté, či s oddenky nebo poléhavé. Stébla dorůstají výšek zpravidla 10-320 cm. Čepele listů jsou převážně ploché nebo skládané. Na vnější straně báze čepele listu se místo jazýčku nachází věneček chlupů, vzácněji drobný jazýček vyvinut. Květy jsou v kláscích, které tvoří lichoklas nebo latu, která je rozložitá nebo stažená do klasovitého, vejčitého či nepravidelného tvaru. Klásky vyrůstají v paždí neopadavých štětin. Klásky jsou zpředu dozadu smáčklé, zpravidla 2-květé, ale dolní květ je sterilní či samčí. Na bázi klásku jsou 2 plevy, které jsou většinou nestejné, bez osin. Pluchy jsou bez osin, zašpičatělé. Plušky jsou bez osin, dvoužilné. Plodem je obilka, která je okoralá. Je známo asi 110 druhů, které jsou rozšířeny v tropech, subtropech a teplejších částech mírného pásu, místy i adventivní výskyt.

## Druhy rostoucí v Česku
V České republice můžeme potkat 6 druhů z rodu bér (Setaria). Všechny druhy rostou zpravidla mimo les, jako polní plevel nebo na ruderálních místech, podél železnice či v městské zástavbě. Rostou hlavně v teplejších oblastech, od nížin po střední polohy. Běžným druhem je bér sivý (Setaria pumila, syn.: Setaria glauca auct.). Drobnější klásky má bér zelený (Setaria viridis), který je také běžným druhem. Bér přeslenitý (Setaria verticillata) má na rozdíl od předchozích druhů lichoklas přetrhovaný a zespodu nahoru silně drsný. Bér ohnutý (Setaria faberi) roste vzácně v Polabí, jinde zavlékán jen výjimečně. Bér klamný (Setaria gussonei, syn.: Setaria decipiens Schimper) je snad ustáleným křížencem mezi bérem přeslenitým a bérem zeleným (Setaria verticillata × S. viridis). Zvláště v posledních letech je nacházen na jihovýchodní Moravě. Bér italský (Setaria italica) je pěstovaná obilnina, nyní používána jako krmivo pro ptáky. Občas zplaňuje. K tomuto druhu patří plodiny čumíza a mohár.